# Cordylus campbelli
Cordylus campbelli är en ödleart som beskrevs av  Vivian William Maynard Fitzsimons 1938. Cordylus campbelli ingår i släktet Cordylus och familjen gördelsvansar. IUCN kategoriserar arten globalt som otillräckligt studerad. Inga underarter finns listade i Catalogue of Life.